# Manettia fimbriata
Manettia fimbriata é uma espécie de dicotiledónea pertencente à família Rubiaceae, descrita em 1829.